# Chiesa di San Lorenzo (Brazzano)
La chiesa di San Lorenzo è un edificio di culto cattolico situato in via San Giorgio a Brazzano, frazione di Cormons, in provincia ed arcidiocesi di Gorizia.
La chiesa è inserita tra le case che indicano la presenza della centa del paese, documentata fin dal 1291.
La facciata neoclassica è caratterizzata da quattro lesene slanciate e da un bel portale in pietra, più antico della facciata stessa.